# Demon's Crest
Demon's Crest, ou Demon's Blazon: Makaimura Monshou hen (デモンズブレイゾン 魔界村紋章編) au Japon, est un jeu vidéo de plates-formes développé par Capcom, sorti sur Super Nintendo en 1994. C'est la suite de Gargoyle's Quest II sur Nintendo Entertainment System.
Demon's Blazon est publié au Japon le 21 octobre 1994, les versions occidentales de Demon's Crest sont publiées en Amérique du Nord en novembre 1994 puis en Europe en février 1995,,.
La jaquette européenne et américaine, représentant Firebrand, a été réalisée par l'artiste Julie Bell.

## Trame

### Histoire
Demon's Crest met en scène Firebrand, connu dans le Royaume des Démons comme le descendant de la Gargouille Légendaire.
Alors qu'une guerre civile fait rage dans le Royaume des Démons, 6 pierres magiques tombèrent du ciel. Chacune d'elles donne à son possesseur des pouvoirs magiques, mais il est dit que la Pierre de L'Éternité apparaîtra à celui qui réunira toutes les pierres magiques. Rapidement, les démons se disputent ces pierres, mais Firebrand parvient à en collecter 5.
Après un long combat contre le dragon Somulo, Firebrand obtient la dernière pierre, mais sa victoire l'a laissé gravement blessé. C'est à ce moment que surgit Phalanx, ancien soldat des Destructeurs, qui lui vole toutes les pierres.
Laissé en pâture à Somulo, Firebrand devra sortir de sa prison, retrouver les pierres qui lui ont été volées, et se venger de Phalanx.

### Personnages
- Firebrand : Le héros de Gargoyle's Quest a préféré rester dans le Royaume des Démons, plutôt que de conduire les armées de monstres affronter Arthur, le héros de la série Ghosts 'n Goblins. C'est désormais un guerrier solitaire et indépendant, désireux de surpasser les pouvoirs de son ancêtre, la Gargouille Légendaire. Lorsqu'il apprend que des pierres magiques sont tombés du ciel, Firebrand s'est lancé comme défi de toutes les posséder, ce qu'il parvient à faire en écrasant tous ses adversaires. Mais son dernier combat contre le dragon Somulo le laissa si affaibli qu'il ne peut lutter contre Phalanx. Désormais, Firebrand n'a plus comme seul objectif de collecter toutes les pierres : il doit retrouver Phalanx et l'éliminer.
- Phalanx : C'est un ancien soldat de l'armée des Destructeurs, balayée par Firebrand dans Gargoyle's Quest et Gargoyle's Quest II. Il vit dans le Royaume des Démons, sans pour autant renoncer à ses rêves de conquête. Quand il entend parler des pierres magiques tombées du ciel, Phalanx y vit l'occasion de réaliser son rêve, mais préfère adopter un profil bas. Il assiste au combat entre Somulo et Firebrand, et profite de la faiblesse du vainqueur pour lui dérober toutes les pierres. Grâce au pouvoir des pierres, Phalanx devient Roi, et envisage la conquête du Royaume des Humains. Son seul obstacle pourrait bien être Firebrand.

C'est le dernier boss du jeu, et possède trois formes différentes.
- Arma : C'est le bras droit de Phalanx. Il a reçu pour ordre d'arrêter Firebrand à tout prix[💬 1]. Afin de lui donner un maximum de chances, Phalanx lui a confié les pierres de la Terre, de l'Air et du Temps. Arma a beaucoup d'estimes pour Firebrand, qu'il considère comme un adversaire à sa mesure, et rêve de prendre la place de Phalanx[💬 2].

Dans le jeu, il faudra le battre à trois reprises. Une pierre magique récompense chacune de vos victoires contre lui.
- Somulo : Ce dragon était un des plus puissants démons du Royaume. Au cours de la guerre civile, Somulo parvint à trouver la Pierre du Ciel, mais il perdit contre Firebrand. Malgré les graves blessures que lui a infligées la gargouille, Somulo a réussi à survivre et erre tel un mort-vivant. Sa seule obsession est de retrouver Firebrand pour récupérer sa Pierre du Ciel.

Somulo est le tout premier boss du jeu, intervenant dès le commencement de la partie. Le vaincre relève de la formalité.
- Dark Demon : Les Légendes racontent qu'un démon vit dans le Royaume des Humains, et garde avec lui la Pierre de L'Éternité. C'est le boss secret du jeu.

## Système de jeu
Demon's Crest est un jeu de plateforme avec des éléments de RPG comme le menu, la magie ou encore la carte du monde. Le menu récapitule la liste des objets, l'or obtenu ainsi que les armes et les pierres du personnage pour les transformations,,. Le système de sauvegarde de Demon's Crest passe par l'utilisation de mot de passe de 16 lettres via un tableau de 4 lignes et 4 colonnes,,.
Les contrôles du jeu sont basiques, le bouton Y sert pour les attaques, le bouton B pour le saut et le bouton X pour utiliser la magie,. Le bouton A lui permet de briser des statues. Le joueur incarne Firebrand, dont l'objectif est de récupérer les 6 pierres élémentaires : feu, terre, air, eau, temps et ciel,. Ces pierres octroient à Firebrand de nouveaux pouvoirs, ils sont reconnaissables par la couleur et un design légèrement différent pour chaque pierre,.
La pierre de l'eau change Firebrand en gargouille aquatique, cela lui permet de respirer sous l'eau et de nager dans certains passages,,. La pierre de la terre (« Ground Gargoyle ») transforme Firebrand en gargouille de terre, cette pierre lui donne la possibilité de foncer dans certains murs pour les détruire, mais il perd ses ailes en contrepartie,. La pierre de l'air, permet à Fireband de voler librement dans les airs,,. La pierre du temps transforme Firebrand en gargouille légendaire, sa résistance et la puissance de ses boules de feu sont doublées,,.
La pierre du feu est divisée en cinq fragments, Firebrand possède la première et doit retrouver les quatre autres. Ces fragments qui s'obtiennent au cours de la partie, sont utiles pour briser des murs (« Buster »), créer des plate-formes (« Tornado »), escalader les murs (« Claw ») et infliger de gros dégâts (« Demon Fire »),,. Le jeu intègre diverses boutiques, la boutique « The Black Lotus » vend plusieurs types de potions pour récupérer des points de vie, la boutique « The Wise Men » vend des parchemins qui servent à utiliser des sorts magiques,,. Un démon appelé « Malwous » explique au joueur ce que fait chaque talisman.
Cinq variétés de talismans sont proposées : le talisman « Crown » accroît les chances de trouver des pièces dorées, le talisman « Hand » accélère la cadence de tir, le talisman « Skull » accroît les chances de trouver de l'énergie, le talisman « Armor » améliore la résistance du personnage et le talisman « Fang » améliore la puissance des tirs.

### Déroulement du jeu

#### Quête principale
Le jeu démarre directement par l'affrontement contre le gigantesque dragon. Une fois le boss vaincu, Firebrand traverse plusieurs niveaux d'action. Le héros rejoint chaque niveau en volant au-dessus du monde des Démons. 4 niveaux sont disponibles au départ, et il faudra trouver des passages secrets ou battre certains ennemis pour débloquer les 3 derniers niveaux. Chaque niveau se termine par un combat contre un boss.
Le jeu totalise sept niveaux, ils sont affichés via une carte et sympbolisés par des chiffres romains (I, II, etc.),,. Demon's Crest se sert du Mode 7 pour afficher la carte du monde et l'utiliser pour les déplacements entre les niveaux. Le premier niveau, le Colisée, se subdivise en 3 tableaux et contient 3 boss : Somulo en tout début de partie, puis un hippogriffe, et enfin le premier duel contre le général Arma, où la victoire rapportera la Pierre de la Terre,.
- Le Village est indiqué sur la carte comme étant le second niveau du jeu, où il est par ailleurs possible de compléter cette partie du jeu un peu plus tard. La première partie du niveau est le village, elle ne contient aucun ennemi mais présente plusieurs boutiques et des renseignements à collecter. Il s'agit d'un lieu où le joueur devra y retourner assez souvent pour progresser dans l'aventure. En poursuivant sa route, le joueur traverse une rivière. À partir de ce tableau, le joueur peut soit poursuivre sa route tout droit et arriver au cimetière[15] où il affrontera le boss Belth, soit chercher un passage secret (caché derrière une fontaine qu'il faudra démolir en utilisant les pouvoirs de la gargouille terrestre) qui le mènera dans les catacombes[7],[9].
- Les catacombes : Accessible à partir du niveau II, ce niveau secret se subdivise en 3 sous-niveaux. Par moments l'obscurité empêche le joueur d'avancer dans ce labyrinthe. Le boss des lieux est Ovnunu, et le battre permettra d'obtenir le fragment de la Pierre du Feu Briseur.
- La forêt : Indiquée sur la carte comme étant le troisième niveau. Il se subdivise en trois sous-niveaux. Dès la première partie, il existe un passage secret pour un niveau caché, la grotte. La dernière partie du niveau est difficile car la forêt est en feu. Le boss des lieux, Flame Lord, détient le fragment de la Pierre du Feu Tornade[7].
- La grotte : Niveau caché accessible à partir du niveau de la forêt. Le niveau d'eau monte et baisse continuellement, ce qui est un danger pour Firebrand qui ne supporte pas l'eau. La grotte se subdivise en trois sous-niveaux, et un passage secret permet de revenir à la seconde partie du niveau de la forêt. Le joueur affrontera Scula, fusion de deux monstres[n 3].
- La tour du vent : Indiqué sur la carte comme étant le quatrième niveau. Bien qu'accessible dès le départ, il vaut mieux commencer ce niveau avec plus d'expérience, car les dangers sont multiples. Il faudra escalader la tour en évitant les pièges sur les parois. Également subdivisé en 3 parties, il faudra ensuite traverser un gouffre en s'aidant du vent. Un passage secret caché dans une tornade permet d'accéder à un niveau secret. Le boss, Flier, abandonnera le fragment de la Pierre du Feu Griffe[10],[7].
- La deuxième tour du vent : Accessible à partir de la tour du vent, ce niveau commence par un affrontement contre un hippogriffe, puis par l'escalade de la tour[15]. En haut attend le général Arma pour un deuxième combat, qui permettra d'avoir la Pierre de l'Air. Pour atteindre la première fin du jeu, il ne faudra pas traverser ce niveau caché.
- La cité engloutie : Il faudra avoir vaincu une deuxième fois Arma pour accéder à ce niveau indiqué sur la carte comme étant le cinquième[6]. Sans la pierre de l'Eau, il est impossible d'explorer la partie sous-marine du niveau. Il faudra alors avancer dans la partie émergée de la cité et y affronter le détenteur de la Pierre de l'Eau, Crawler. Il sera alors possible d'explorer les fonds de la cité et affronter Holothurion.
- La montagne : Le niveau des neiges et des glaces apparaît sur la carte comme étant le sixième niveau. On peut y accéder une fois Arma battu pour la deuxième fois. En suivant ce niveau jusqu'au bout, le joueur affrontera Grewon, un loup des neiges[17] qui garde avec lui le dernier fragment de la Pierre du Feu, Feu Démon.
- Le Temple de glace[15] : Accessible à partir de la première partie du niveau de la montagne. Au lieu de rester sur le sol, il faut prendre de l'altitude en utilisant les pouvoirs de la Pierre de l'Air pour trouver l'entrée du Temple. Ce niveau se subdivise lui aussi en 3 parties. À la fin attend le général Arma pour une dernière confrontation ; il donnera la Pierre du Temps après sa défaite.
- Le château de Phalanx[15] : Si le joueur n'a affronté le général Arma qu'une seule fois, le jeu aura été trop rapide pour que Phalanx ait eu le temps de construire son château. Le niveau se résumera alors à l'affrontement contre Phalanx. En revanche, si Arma a été vaincu, le château sera cette fois terminé, et le joueur devra traverser les nombreuses parties du niveau, en affrontant deux boss intermédiaires : un hippogriffe et un deuxième Grewon.

Le niveau s'achève par le duel contre Phalanx. Si le joueur a récupéré 100 % des objets cachés dans le jeu (joyaux et talismans), il affrontera la forme ultime de Phalanx.
- Le repaire de Dark Demon : Niveau secret où le but principal est de battre Dark Demon.

#### Les différentes fins du jeu
La fin du jeu diffère selon le nombre de pierres et d'objets collectés. La mauvaise fin est accessible après avoir traversé les 4 niveaux de départ, ce qui a fait dire que le jeu était trop court. Mais il faut bien avoir parcouru tous les niveaux et obtenus tous les objets du jeu pour avoir la meilleure fin du jeu.
- La mauvaise fin s'obtient en ne collectant que la Pierre de la Terre. Elle est assez difficile à trouver.

Firebrand prend par surprise son ennemi Phalanx, qui n'a pas le temps d'invoquer les pouvoirs de la Pierre du Ciel. Après un rapide combat, le démon rouge détruit Phalanx. Sa vengeance accomplie, il part soigner ses blessures. Le Royaume des Démons sombre dans le chaos, mais le bras droit de Phalanx, Arma, songe à prendre le pouvoir.
- La fin normale du jeu s'obtient en finissant tous les niveaux et en tuant le général Arma, le bras droit de Phalanx. Firebrand retrouve son ennemi, devenu plus puissant grâce aux pouvoirs de la Pierre du Ciel. Après un combat difficile, Firebrand l'emporte, mais Phalanx préfère se sceller dans la Pierre du Ciel pour ne pas offrir au Démon rouge l'occasion de le tuer[💬 3]. Sa vengeance accomplie, Firebrand part cacher la Pierre du Ciel, et laisse le Royaume des Démons sombrer dans le chaos.
- La meilleure fin s'obtient après avoir trouvé les 5 pierres, tous les objets et toutes les améliorations[17].

Firebrand retrouve Phalanx, mais la puissance de son ennemi est désormais considérable. Après un premier affrontement, Phalanx invoque les pouvoirs de la Pierre du Ciel pour se changer en dragon. Après un combat très difficile, Firebrand anéantit Phalanx et s'empare de la Pierre du Ciel. Sa vengeance est accomplie, maintenant le Démon Rouge a acquis une puissance supérieure à celle de la Gargouille Légendaire, mais il n'utilisera pas ce pouvoir pour régner sur le Monde des Démons. Il lui reste un défi : la Pierre de l'Éternité apparaîtra quand un seul être sera en possession des 6 pierres. Cette pierre devra être sienne !
- Une fin spéciale sera disponible une fois la meilleure fin atteinte. Firebrand devra ainsi affronter Dark Demon pour un dernier combat plus difficile encore que la dernière forme de Phalanx. Une fois Dark Demon vaincu, Firebrand s'empare de la Pierre de l'Éternité et décide de voyager à travers l'univers à la recherche d'un défi à sa mesure.

## Accueil
- Joypad : 79 %[11]

### Dialogues
1. ↑  (anglais) Capcom. Demon's Crest (Super Nintendo). 1994 :Arma: I've watched your progress and I'm glad that I shall be the one to put an end to your petty crusade. I believe you have heard of me. I am Arma. I will be your executioner!
2. ↑  (anglais) Capcom. Demon's Crest (Super Nintendo). 1994 :Arma: You do seem to possess the strength people have been talking about. I look forward to our next encounter!
3. ↑  (anglais) Capcom. Demon's Crest (Super Nintendo). 1994 :Phalanx: My power is fading... But you shall not have the satisfaction of killing me!!